# Радіаційна хімія
Радіаці́йна хі́мія — розділ хімії високих енергій, що у свою чергу є розділом фізичної хімії. Термін вперше запроваджено 1945 року Мілтоном Бертоном.
Радіаційна хімія описує хімічні процеси, що викликаються іонізуючим випромінюванням на речовину. Випромінювання (частинки), що бере участь у реакціях, має енергію збудження чи кінетичну енергію, що часто перевищує не тільки теплову енергію, але й енергію хімічного зв'язку (саме тому радіаційна хімія входить до складу хімії високих енергій). Процес дисоціації молекул під впливом опромінення називається радіолізом.
Важливим розділом радіаційної хімії виступає радіаційна хімія води, оскільки дія опромінення на біологічні об'єкти опосередкована іонізацією молекул води з утворенням високоактивних іонів: гідратованого електрона й гідроксонію H3O+.